# 线叶树萝卜
线叶树萝卜（学名：Agapetes linearifolia）为杜鹃花科树萝卜属下的一个种。

## 扩展阅读
維基物種上的相關：线叶树萝卜